# ديفيد بلير (راقص باليه)
ديفيد بلير (بالإنجليزية: David Blair)‏ هو راقص باليه بريطاني، ولد في 27 يوليو 1932 في يوركشاير في المملكة المتحدة، وتوفي في 1975.

## وصلات خارجية
- ديفيد بلير على موقع IMDb (الإنجليزية)